# Медна
Медна је насељено мјесто у општини Мркоњић Град, Република Српска, БиХ. Према попису становништва из 1991. у насељу је живјело 791 становника.

## Географија
Налази се на надморској висини од 722 метара, на обронцима Димитора и Лисине и у долини ријека Медљанке и Сане. Село се простире на територији од 100 km². Карактерише га изузетно очувана природа и велики број извора питке воде. Богат је и рудом црног угља (средње старости) и налазиштима гипса алабастера.

## Историја
О поријеклу имена „Медна“ постоји више теорија. Једна каже да је село добило име по меду. Други извори тврде да су Турци назвали ово мјесто „Медина“ по арапској ријечи за утврђено насеље, јер се недалеко од села налази средњовјековна тврђава Призренац.
Постоје докази (мермерне плоче, остаци гробља и сл.) да је насељено мјесто на овом подручју постојало још у доба Римског царства. За вријеме босанскохерцеговачког устанка 1875. одавде је пошао четнички војвода Тома Савановић.
Једно од најкарактеристичнијих обиљежја села Медна је црква Рођења Пресвете Богородице, изграђена 1887. године.

## Становништво
|             | 2013.        | 1991.        | 1981.          | 1971.          | 1961.          |
| Укупно      | 226 (100,0%) | 791 (100,0%) | 1 249 (100,0%) | 1 529 (100,0%) | 2 021 (100,0%) |
| Срби        | 226 (100,0%) | 786 (99,37%) | 1 241 (99,36%) | 1 518 (99,28%) | 2 016 (99,75%) |
| Остали      | –            | 4 (0,506%)   | 4 (0,320%)     | 5 (0,327%)     | 1 (0,049%)     |
| Хрвати      | –            | 1 (0,126%)   | –              | 2 (0,131%)     | 2 (0,099%)     |
| Југословени | –            | –            | 4 (0,320%)     | 4 (0,262%)     | 2 (0,099%)     |